# Shenlong
Shenlong (en chino tradicional, 神龍; en chino simplificado, 神龙; pinyin, shén lóng, literalmente "Dios Dragón" o "Dragón de espíritu", japonés: Shinryū (神龍?)) es un dragón espiritual chino y japonés que controla la lluvia y el viento. Él es igual de importante que otras criaturas, como Tianlong, el dragón celestial.
Este gigante volaba en el cielo y debido a su color azul que cambiaba constantemente era difícil de ver con claridad. Shenlong rige el viento, la lluvia y las nubes de las cuales dependía su agricultura. El pueblo chino tomó gran cuidado para evitar ofenderlo y que no se sintiese descuidado, si no el resultado sería mal tiempo, sequía, inundaciones o tormentas.

## Apariencia física
Shenlong era de color azul, por lo que era difícil de verlo volando por los cielos, además, el tono de sus escamas podía cambiar.

## En la cultura popular
- En el manga japonés Dragon Ball, todo aquel que reúna las siete Dragon Balls podrá convocar a Shenlong y tendrá la posibilidad de hacer realidad un único deseo (Al menos hasta que el Kamisama original es sustituido por Dende, quien amplía los poderes del dragón, permitiéndole cumplir tres deseos en lugar de sólo uno). A lo largo de este manga y anime, Shenlong es convocado una y otra vez por los personajes de la historia.
- En la caricatura de Las aventuras de Jackie Chan si juntas 12 talismanes (calendario chino) revive Shenlong de una estatua.
- Los Pokémon Gyarados y Rayquaza están basados en este dragón. De ahí los tipos de Gyarados, agua (representando la lluvia) y volador (representando el viento) y los de Rayquaza, dragón (por su apariencia de dragón oriental) y volador (representando el cielo).
- En el manga One Piece, uno de los cuatro piratas más poderosos, Kaido, puede convertirse en un shenlong.
- En la película Shang-Chi, se hace referencia a Shenlong como un dragón protector.